# 109 Felicita
109 Felicita (mednarodno ime 109 Felicitas) je  velik in temen asteroid tipa GC (kombinacija G in C po Tholenu) v glavnem asteroidnem pasu.

## Odkritje
Asteroid je 9. oktobra 1869 odkril Christian Heinrich Friedrich Peters (1813 – 1890).. Poimenovan je po Feliciti, boginji sreče in uspeha v rimski mitologiji.

## Lastnosti
Asteroid Felicita obkroži Sonce v 4,43 letih. Njegova tirnica ima izsrednost 0,298, nagnjena pa je za 7,886° proti ekliptiki. Njegov premer je 89,4 km, okoli svoje osi se zavrti v 13,191 urah.